# Fort Pelly
Le fort Pelly était un poste de traite des fourrures de la Compagnie de la Baie d'Hudson situé en Saskatchewan au Canada. En fait, le fort Pelly correspond à deux forts situés a deux endroits différents. Le premier a été construit en 1824 et le second en 1856 à environ 400 m du site du premier fort. Le site du premier fort a été désigné comme site historique au niveau provincial en 1986 et est géré par le Service des parcs de la Saskatchewan. De son côté, le site du second fort a été acheté par la Société historique du Fort Pelly et a été désigné comme lieu historique national du Canada en 1953.